# Talamanca (gorje)
Talamanca je najveće gorje Srednje Amerike kojega dijele Kostarika i Panama, a koji se proteže cijelim jugom Kostarike, od San Joséa na jugozapadu do ispod granice s Panamom. Na njemu se nalaze najviši vrhovi obje države, kao što su Cerro Chirripó (3.820 m)  i Cerro de la Muerte („Vrh smrti”, visok 3.491 m) u Kostariki.
Njega uglavnom pokriva zajednički nacionalni park Kostarike i Paname, Rezervat La Amistad/Nacionalni park La Amistad. Kostarikanski dio parka je priznat kao rezervat biosfere 1982. god., te je upisan na UNESCO-ov popis mjesta svjetske baštine u Sjevernoj Americi 1983. godine kao jedino područje u Srednjoj Americi koje su oblikovali ledenjaci i najveće područje prašuma Kostarike i Paname u kojemu se mogu pronaći sve srednjoameričke velike mačke, ali i jedni od najstarijih dokaza ljudskog obitovanja u Srednjoj Americi. Panamski dio je dodan 1990. godine.
Na gorju obitavaju četiri indijanska plemena (Talamanca, Bribri, Burucaca i Cabécar) koja uživaju zaštitu obje države.

## Odlike
Talamanca gorje se nalazi između gorja Las Vueltas, Cartago i Echandi na granici Kostarike i Paname. Ono je najviše i najdivljije ne-vulkansko gorje u Srednjoj Americi. Nastalo je preklapanjem zemljine kore i uzdizanjem tla koje je odvojilo Tihi Ocean od Kariba. Tijekom dugog razdoblja morskih taloženja u plitkim okolnim morima sredinom miocena, uslijedilo je razdoblje pomorskog vulkanizma, čime se cijelo ovo područje uzdiglo na oko 4.000 m nadmorske visine. Nakon erozija zbog obilnih kiša nastala je hrapava topografija. Tijekom kvartara ledenjaci su uklesali jezera Cirque i strme doline na obroncima planine Chirripo, te je jedino područje u Srednjoj Americi koje pokazuje znakove glacijacije.
Internacionalni park La Amistad pokriva više od 567.845 hektara, uglavnom tropskih šuma nastalih tijekom ledenog doba prije 25.000 godina. Na području svih pet visinskih zona u tropima, nalaze se i ledenjačka jezera, te sub-alpske i paramo šume (srednjoamerički ekosustav alpske tundre), te hrastova šuma. Na planini Kamuk nalazi se najbogatija, a na Chirripou (Kostarika) najraznovrsnija prašuma, u kojoj ne postoje dokazi ikakvoga ljudskog djelovanja. Bioraznolikost ovog područja je neusporediva s bilo kojim zaštićenim područjem slične veličine u svijetu, uglavnom zbog djelovanja ledenjaka koji su omogućili interakciju biljnog svijeta Sjeverne i Južne Amerike, te zbog različitih klimatskih i edafoloških (biološke vrste tla) odlika.

## Vanjske poveznice
- Rapid Response 15. listopada 2010. (engl.)
- Galerija fotografija  Arhivirana inačica izvorne stranice od 9. veljače 2012. (Wayback Machine)